# Johan de Jong (politicus)
J.C. (Johan) de Jong (ca. 1944) is een Nederlands politicus van het CDA.
Hij begon zijn carrière in oktober 1961 op 17-jarige leeftijd als lokettist van de PTT bij het postdistrict Rotterdam. Na ongeveer zeven jaar maakte hij de overstap naar de afdeling personeelszaken van dat district en vanaf 1975 zat hij bij de afdeling opleidingen waar hij zowel trainingen gaf aan medewerkers van de loketdienst als aan het middenkader. Later was De Jong secretaris van het overleg bij de centrale hoofddirectie van de PTT in Den Haag. Verder was hij ook actief in de lokale politiek. In 1978 werd hij gemeenteraadslid in Lekkerkerk en van 1980 tot 1982 was hij daar wethouder. In die periode kreeg die gemeente te maken met de gevolgen van ernstige bodemverontreiniging onder een nieuwbouwwijk (zie Gifschandaal Lekkerkerk) wat in zijn portefeuille als wethouder zat. In 1984 werd hij in Lekkerkerk opnieuw wethouder en toen die gemeente op 1 januari 1985 opging in de gemeente Nederlek werd hij wethouder van die fusiegemeente. Twee maanden later volgde zijn benoeming tot burgemeester van Driebruggen wat hij bleef tot die gemeente op 1 januari 1989 opging in de gemeente Reeuwijk. Op die datum werd hij de burgemeester van Montfoort. Eind 2002 maakte de intussen 58-jarige De Jong die 41 jaar in overheidsdienst had gewerkt gebruik van de mogelijkheid om vervroegd met pensioen te gaan.